# Tête colossale 7 de San Lorenzo
La tête colossale 7 (ou monument 53) est une tête colossale olmèque, découverte sur le site de San Lorenzo au Mexique en 1946.

## Caractéristiques
La tête colossale 7 est une sculpture de basalte, mesurant 1,85 m de hauteur pour 1,44 m de largeur et 1,72 m de profondeur ; elle pèse 18 t. Elle penche légèrement sur son côté droit. La sculpture est dans un mauvais état de conservation et a souffert à la fois de l'érosion et du vandalisme.
La sculpture représente le visage d'un homme d'âge mur, en ronde-bosse. La figure fronce les sourcils, ce qui est typique des têtes colossales, des rides sont visibles entre le nez et les joues. Ses lèvres, fortement endommagées, sont légèrement entre-ouvertes et laissent apparaître les dents. L'arrière de la sculpture est plat.
Comme les autres têtes colossales, la figure est surmontée d'une coiffe. Une sangle pend du bandeau juste au-dessus de l'oreille droit.

## Historique
La fabrication d'aucune tête colossale n'a pu être datée avec précision. Toutefois, comme l'enterrement des têtes du site de San Lorenzo a pu être daté d'au moins 900 av. J.-C., cela démontre que leur fabrication et leur utilisation sont antérieures. On estime qu'elles dateraient de l'époque préclassique de la Mésoamérique, probablement du début de cette époque (1500 à 1000 av. J.-C.).
Les dix têtes colossales de San Lorenzo forment à l'origine deux lignes grossièrement parallèles du nord au sud du site,. Bien que certaines aient été retrouvées dans des ravines, elles étaient proches de leur emplacement d'origine et ont été ensevelies par l'érosion locale. Les têtes, ainsi qu'un certain nombre de trônes monumentaux en pierre, formaient probablement une route processionnelle à travers le site, mettant en évidence son histoire dynastique.
La tête colossale 7 serait un retravail d'un trône de pierre monumental antérieur. Elle est excavée en 1969 sous la direction de l'archéologue mexicain Francisco Beverido. Les têtes étant numérotées de façon séquentielle en fonction de leur découverte, la tête colossale 7 est la septième à avoir été trouvée sur le site de San Lorenzo. La sculpture n'est plus sur le site : elle est exposée depuis 1986 dans la salle 2 du musée d'anthropologie (es) de Xalapa, capitale de l'État de Veracruz,.